# Chronologie du Chili

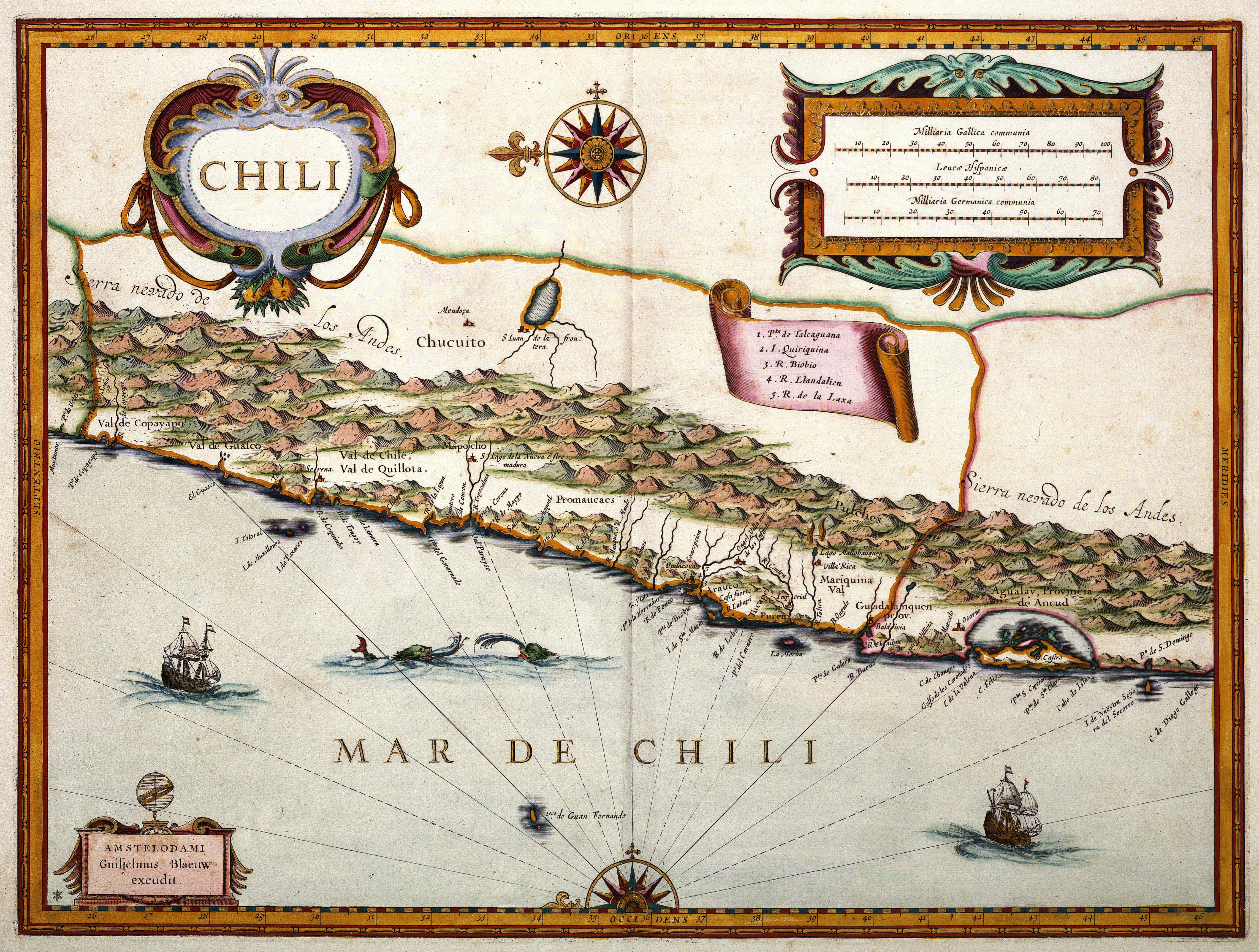
Le cartographe néerlandais Willem Blaeu publie cette carte du Chili dans son atlas annexe en 1630. Il utilise les informations du « Beschrijvinghe van West-Indien » (1625), un livre du célèbre du géographe néerlandais Johannes de Laet.

La chronologie du Chili regroupe les articles consacrés à l'Histoire du Chili en respectant un classement chronologique en vue de faciliter la navigation par grande période historique.

## Grandes périodes

### Chili précolombien
- Histoire du Chili précolombien

### La conquête espagnole
- 1536 : Découverte du Chili
- Guerre d’Arauco

Personnalités marquantes : Diego de Almagro - Pedro de Valdivia

### La colonie espagnole
- Capitainerie générale du Chili

### L'indépendance
- 1814 : Bataille de Rancagua
- 1817 : Bataille de Chacabuco
- 1818 : Déclaration d'indépendance du Chili
- 1824 : Bataille d'Ayacucho

### La république portalienne (1830-1860)
- 1860 : Royaume d'Araucanie et de Patagonie

Personnalités marquantes : Diego Portales

### La république libérale (1860-1890)
- 1864-66 : Guerre hispano-sud-américaine; Combat de Papudo; Bombardement de Valparaíso
- 1879-84 : Guerre du Pacifique (1879-1884)

### La république parlementaire (1890-1924)
- 1891 : Guerre civile entre les partisans du congrès et le gouvernement de José Manuel Balmaceda Fernández
- 1924 : Coup d'Etat de 1924 (Chili)

### La république présidentielle (1924-1973)
- 1932 : République socialiste du Chili
- 1970 : Unidad Popular, accession d'Allende au pouvoir

Personnalités marquantes : Salvador Allende

### La dictature militaire (1973- 1990)
- 1973 : Coup d'État du 11 septembre 1973 au Chili
- 1973-90 : Régime militaire d'Augusto Pinochet
- 1978 : Conflit du Beagle

Personnalités marquantes : Augusto Pinochet

### Retour à la démocratie (1990- ...)
Personnalités marquantes : Michelle Bachelet